# Servatius Ludwig
Servatius Ludwig (* 15. Juni 1907 in Bous (Saar) als Otto Ludwig; † 26. Mai 1946 in der Großgemeinde Xinzhan des damaligen Kreises Jiaohe) war ein deutscher Benediktinerpater und Missionar in der Mandschurei.

## Leben
Otto Ludwig wurde am 15. Juni 1907 in Bous geboren. Seine Eltern waren der Bahnbeamte Peter Ludwig und dessen Ehefrau Angela, geb. Fery. Er besuchte das Gymnasium in Saarlouis, wo er im März 1927 das Abitur ablegte. Seinem Wunsch folgend, Missionar zu werden, trat er im Mai 1927 in die Erzabtei Sankt Ottilien in Oberbayern ein. Am 12. Mai 1927 legte er die einfache Profess ab und nahm den Ordensnamen „Servatius“ an. Er studierte Theologie und Philosophie in St. Ottilien und München. Am 26. März 1933 wurde er zum Priester geweiht.
Im August 1934 trat er die Reise in das ihm zugewiesene Missionsgebiet in Mandschukuo an, einem zu dieser Zeit unter japanischer Vorherrschaft errichteten Marionettenstaat im Grenzraum zwischen der japanischen Kolonie Chōsen dem Nordosten der Republik China und der Sowjetunion. Nach anfänglicher Tätigkeit auf verschiedenen Missionsstationen dort wurde ihm im Dezember 1936 die Leitung der – zur Erschließung weiterer Missionsgebiete in der inneren Mandschurei errichteten – Station Sinchan übertragen.
In diesem ärmlichen, klimatisch extremen Gebiet bemühte er sich, die teils koreanische, teils chinesische Bevölkerung zu missionieren. Angesichts der sprachlichen und kulturellen Barrieren und der sich ausweitenden Kriegshandlungen erwies sich die Missionsarbeit in diesem Gebiet als äußerst schwierig; er beschrieb dies ausführlich in seinen Berichten an das Heimatkloster und in seinen Briefen an die Familie in Deutschland. Er schilderte die Gefahren durch marodierende Räuber-Banden, die Hungersnöte, die Lage der Wanderarbeiter – allerdings auch seine Einsamkeit.
Am Ende des Zweiten Weltkriegs, nach Abzug der Japaner, besetzten zunächst sowjetische, dann chinesische Truppen die Mandschurei. Im Mai 1946 wurde Pater Servatius von chinesischen Kommunisten als „Spion“ verhaftet, verhört und kurz darauf erschossen.
Im Juni 2007 wurde zu Ehren des einhundertsten Geburtstags von Servatius Ludwig in Bous ein Platz nach ihm benannt. Darüber hinaus gibt es Bemühungen, ihn seligsprechen zu lassen. Ende 2020 wurde bei der katholischen Kirche von Bous eine Gedenktafel zur Erinnerung an den Missionar aufgestellt.

## Werke
- Servatius Ludwig: Ein Versehgang zu mandschurischen Waldbauern. In: Missionsblätter. Monatsschrift der Benediktinermissionäre von St. Ottilien. 10, 1939, S. 291–95
- Servatius Ludwig: Heiligen-Kalender. Yenki, 1940